# Stiftung
Eine Stiftung ist eine Einrichtung, die mit Hilfe eines Vermögens einen vom Stifter festgelegten (häufig gemeinnützigen) Zweck verfolgt. Synonym wird auch der Begriff Fundation (von lateinisch fundatio) verwendet. Übliches Merkmal einer Stiftung ist, dass Dritte (sog. Destinatäre) nur von ihren Erträgen profitieren können, während ihr Vermögen grundsätzlich unangetastet bleiben muss. Da Stiftungen keinen Eigentümer haben (der Stifter gibt dieses unwiderruflich auf) und grundsätzlich auch nicht aufgelöst werden können, lassen sie sich als dauerhaft selbständige Vermögensmasse beschreiben.

## Geschichtliche Entwicklung

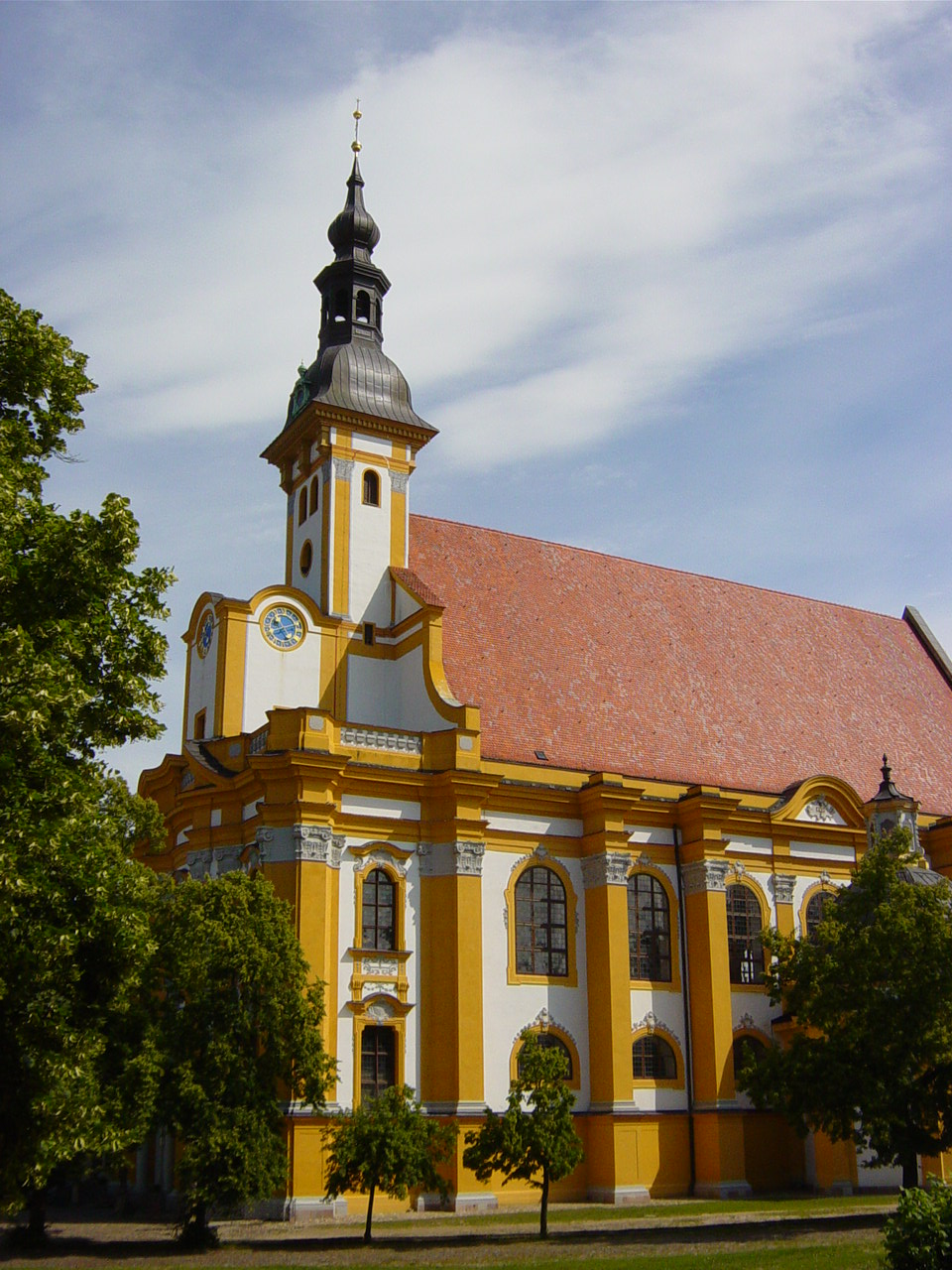
Kirche des Klosters Neuzelle (Niederlausitz), gestiftet am 12. Oktober 1268 von Markgraf Heinrich dem Erlauchten

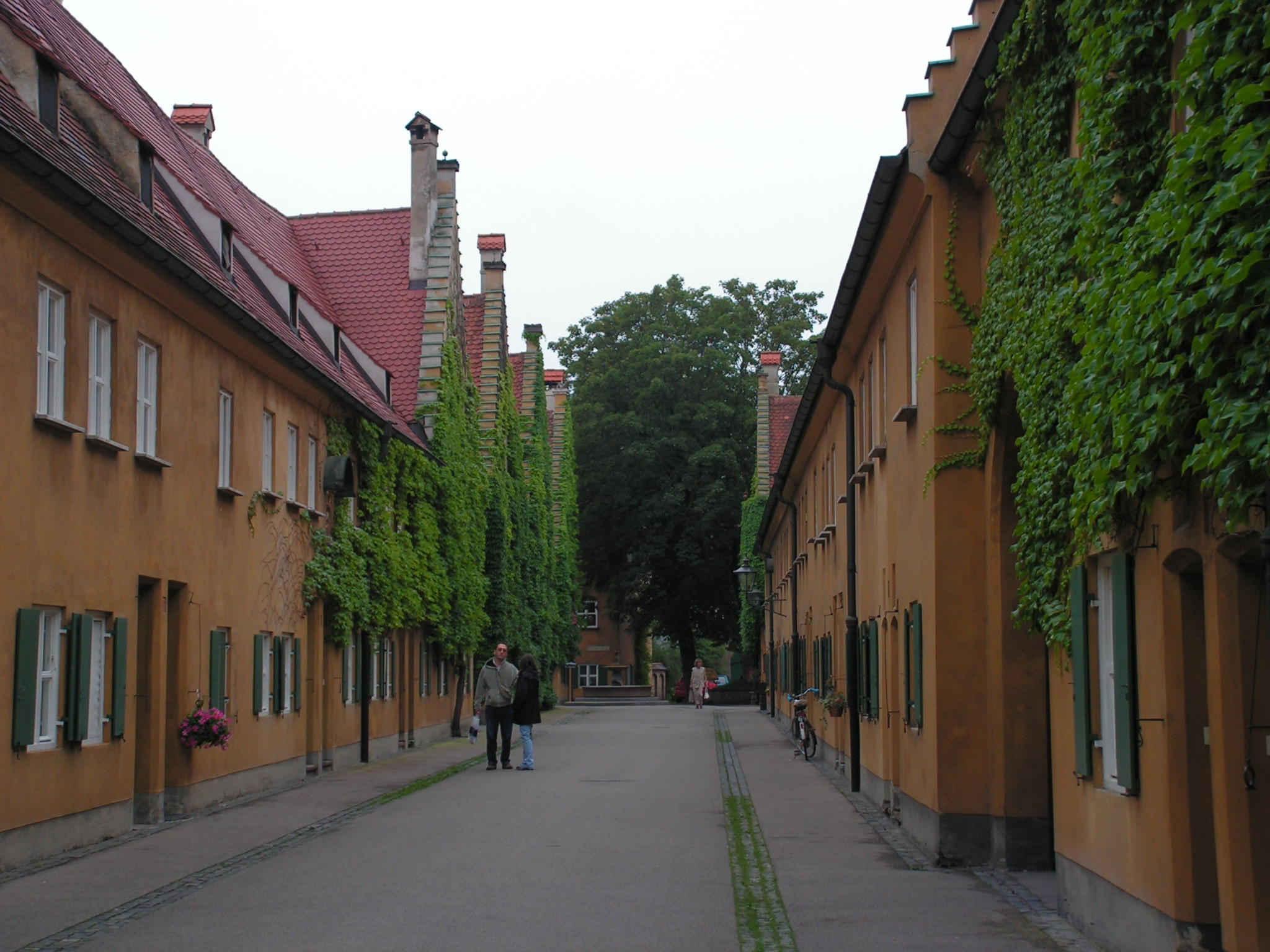
Fuggerei, Augsburg

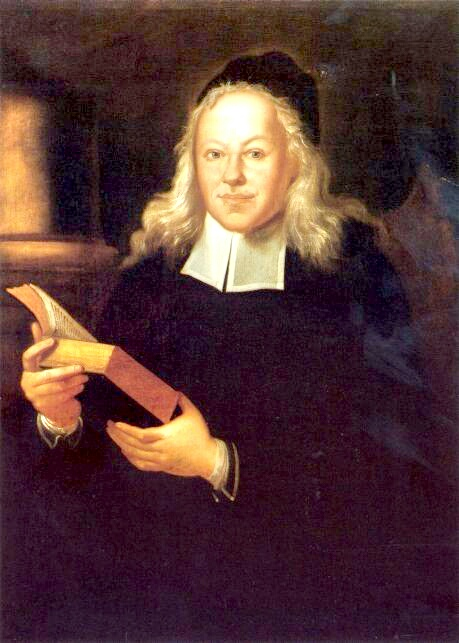
August Hermann Francke gründete unter anderem Waisenhäuser mit Spendengeldern

Stiftungen haben eine lange Tradition. Bereits Platon hatte mit der von ihm gegründeten Akademie eine von 347 v. Chr. bis 529 n. Chr. bestehende Stiftung eingerichtet. Im römischen Recht stehen Stiftungen im Kontext privater Wohltätigkeit im öffentlichen Raum. Zumeist war das Stiftungsrecht in collegia organisiert. Oft diente es der Bewahrung des Andenkens des Stifters im Fall seines Todes (persönliche Begräbnisordnung), sowie der Zuwendung von privatem Vermögen an die Gemeinden. Eine Stiftung war keine juristische Person und kein Rechtsinstitut, denn geregelt wurden auflagenbewehrte Legate, kaum abzugrenzen von Schenkungen von Todes wegen.
Im Mittelalter entsprangen sie als Stift den frommen Gedanken des Stifters, der auch die Sicherung des eigenen Seelenheils im Blick hatte, aber auch als Gründungsstadt oder Siedlung, die den Stifter als Lehnsherr auf gute Rendite hoffen ließ. Typisch für das Mittelalter sind Memorialstiftungen (Memorien), die dazu dienten, das Andenken an den Stifter aufrechtzuerhalten. Zahlreiche dieser Stiftungen bestanden bis in die Zeit des Dreißigjährigen Krieges, manche auch bis zur Säkularisation, einige bestehen bis heute. Mildtätige Überlegungen führten zu sozialen Stiftungen wie Hospitälern, Waisenhäusern und anderen gemeinnützigen Einrichtungen.
Neuansiedlungen sowohl zur Kolonisierung, nach erfolgreichen Feldzügen (Eroberungen) wie auch nach entvölkernden Naturkatastrophen (etwa Seuchen) waren schon immer ein wichtiger Bestandteil der Politik. Zu den Stiftungen von Ansiedlungen im deutschen Sprachraum zählen die frühen Klostergründungen der Anfangszeit des Heiligen Römischen Reiches in den südlichen und östlichen Randgebieten durch die Kolonisationsorden, um als Keimzelle sowohl der Besiedlung wie auch der Mission zu dienen, die Deutsche Ostsiedlung und die Gründungsstädte des Spätmittelalters. So sind etwa Ortsnamen auf -stift besonders im ostbairischen Raum erhalten, die sich auf von Landesherren bezahlte Rodungsgebiete beziehen.
Historisch betrachtet gehören die deutschen Stiftungen zu den großen Kontinuitäten in einem von Diskontinuitäten geprägten Land. Berühmte Kirchen und Klöster sind sichtbare Zeichen früher Stiftungstätigkeit. So führt sich die von 930 bis heute bestehende Bürgerspitalstiftung in Wemding in Bayern auf das 10. Jahrhundert zurück. Von 936 bis 1802 bestand das von Otto I. gestiftete Damenstift Quedlinburg. Spätestens im 13. Jahrhundert, als das römische Recht beginnt, in Deutschland wieder Fuß zu fassen, sich die Sozialstruktur verändert und eine erhebliche Verstädterung einsetzt, entstehen zahlreiche Stiftungen, die alle Wechselfälle der Geschichte überlebt haben. Die Stiftung Bürgerspital zum Heiligen Geist in Würzburg, gegründet 1316, ist nur eines von rund 250 Beispielen von Stiftungen, die älter als 500 Jahre sind und heute noch bestehen. Die weitläufig bekannte Sozialstiftung Fuggerei in Augsburg, die als älteste, noch bestehende Sozialsiedlung angesehen wird, wurde 1519 von den ersten Bewohnern bezogen (Stiftungsbrief von 1521) und ist somit einige Jahre jünger als die Sozialstiftung von Valentin Ostertag.
Die Verankerung der Stiftung in der Zeitachse macht sie offenkundig gerade dann attraktiv, wenn Ordnungen zusammenbrechen oder sich verändern. Dies hat damit zu tun, dass das Stiften oft als Instrument der gesellschaftlichen Integration gesehen wurde. Dies gilt beispielsweise für die Zeit nach dem Dreißigjährigen Krieg (das prominenteste Beispiel sind die 1698 gegründeten Franckeschen Stiftungen in Halle (Saale)), für die Zeit nach dem Ende des Alten Reichs (Stiftung Städelsches Kunstinstitut, 1815) oder für die Gründerzeit (Carl-Zeiss-Stiftung, 1889). Nach dem Ersten und nach dem Zweiten Weltkrieg erfolgten in Deutschland zunächst kaum Neugründungen. Die Hyperinflation von 1923, die Herrschaft der Nationalsozialisten, die sogenannte Stunde Null am 8. Mai 1945 und die sozialistische Regierung in der DDR ließen viele bestehende Stiftungen zum Erliegen kommen, sei es durch Vermögensauszehrung, Enteignung oder aus anderen Gründen.
Unter nationalsozialistischer Herrschaft wurden Stiftungen, die nicht ausschließlich dem deutschen (arischen) Volk zugutekamen, offiziell als „nicht gemeinnützig“ eingestuft, was sich unmittelbar auf ihren steuerlichen Status auswirkte und somit der Regierung den Abzug von Vermögenswerten ermöglichte. Darüber hinaus wurden jüdisch geführte Stiftungen während der NS-Zeit beschlagnahmt, und die Einnahmen gingen direkt an die deutsche Regierung. Jüdische Stiftungen wurden aufgelöst und geplündert. Diejenigen Stiftungen, die weiter bestanden, wurden arisiert und erhielten eine nationalsozialistisch orientierte Leitung.
Erst sehr langsam wurden in Westdeutschland ab den 1950er Jahren, in Ostdeutschland ab den 1990er Jahren wieder in größerer Zahl Stiftungen neu gegründet. Änderungen des Gemeinnützigkeitsrechts und des Stiftungszivilrechts (ab 2000) und die damit verbundene breitere öffentliche Diskussion über Sinn und Wert von Stiftungen haben in Verbindung mit dem starken Anwachsen von Vermögenswerten in privater Hand und dem Wiedererstarken der Idee des Bürgerengagements dafür gesorgt, dass heute in einem Jahr etwa so viele Stiftungen gegründet werden wie vor 20 Jahren in einem Jahrzehnt. Neben privaten Stifterpersönlichkeiten treten vermehrt auch Unternehmen, Vereine, Verbände und Gebietskörperschaften als Stifter auf.

## Wortherleitung
Zum Begriff Stiften bzw. Stiftung ist bei Johann Christoph Adelung im Grammatisch-kritischen Wörterbuch der Hochdeutschen Mundart (1811) ausgeführt, dass dies ein Begriff, welcher „Ausdehnung in die Höhe, ingleichen Festigkeit, Dauer“, ist.
Im letzteren Sinne sei der Begriff für die Stiftung, eine auf Dauer angelegte Einrichtung, übertragen worden. Adelung führt unter dem Begriff Stiften dazu aus:

„Figürlich der Grund von dem Daseyn eines Dinges auf alle künftige Zeiten seyn. (a) Im weitesten Verstande, wo es nur noch in einigen Fällen üblich ist. An welchem Orte ich meines Nahmens Gedächtniß stiften werde, 2 Mos. 20, 24. Sich ein ewiges Andenken, ein gutes, ein schlechtes Andenken stiften. Das erste Testament ward nicht ohne Blut gestiftet, Ebr. 9, 18. Einen Feyertag, ein Fest stiften, es auf alle künftige Zeiten anordnen und einrichten. Ein Reich stiften, es gründen, sich die Unterthanen dazu erwerben und sammeln. Ein Volk, ein Geschlecht stiften. Einen Gottesdienst, einen Orden, eine Stadt stiften. Aber ein Gesetz stiften u. s. f. sind nicht mehr üblich. (b) In engerer Bedeutung ist stiften eine Anstalt nicht nur anordnen und einrichten, sondern auch zu derselben Fortdauer die nötigen Kosten auf eine dauerhafte und bleibende Art bestimmen und anweisen. Ein Kloster, einen Altar, eine Canonicat-Kirche, ein Bisthum, ein Armenhaus, ein Lazareth, eine Universität, eine Akademie, eine Schule, eine öffentliche Feyerlichkeit stiften. Wo es denn auch wohl von dem dazu bestimmten und ausgesetzten Vermögen gebraucht wird. Sein Vermögen zu einem Kloster stiften, ein Capital zu einer Spende, zu einem Almosen stiften, bestimmen, aussetzen und auf alle folgende Zeiten niederlegen. Aber von Personen, wie in der Deutschen Bibel, Priester, Wahrsager, Sänger stiften, ist veraltet. Im weitesten Verstande ist es oft bloß den Grund eines Dinges enthalten, demselben den Ursprung, des Daseyn geben, so daß der Begriff der Dauer und Festigkeit großen Theils verschwindet, oft aber der Begriff der angewandten Bemühung dafür eintritt. Frieden zwischen zwey streitenden Parteyen stiften. Freundschaft mit einander stiften. Ein Bündniß stiften. Eine Heirath zwischen zwey Personen stiften.“

Im Duden wird Stift bzw. Stiftung weitgehend nur noch in der modernen Form angeführt.

## Funktion und Formen
Bei Stiftungen wird in der Regel das Vermögen auf Dauer erhalten und die Destinatäre können nur in den Genuss der Erträge kommen.
Stiftungen können in verschiedenen rechtlichen Formen (privatrechtlich oder öffentlich-rechtlich) und zu jedem legalen Zweck errichtet werden. Die meisten Stiftungen werden in privatrechtlicher Form errichtet und dienen gemeinnützigen Zwecken. In Deutschland sind beispielsweise rund 95 % aller Stiftungen gemeinnützig. In Österreich hingegen sind von 3000 Privatstiftungen nur etwa 200 gemeinnützig (also etwa 7 %).
Man unterscheidet Förderstiftungen, die Tätigkeiten Dritter finanziell fördern, und operative Stiftungen, die zur Erfüllung des Stiftungszwecks selbst Projekte durchführen. Meist sind Stiftungen auf ewig angelegt. Es werden aber auch Stiftungen mit begrenzter Lebensdauer gegründet, die ihr Vermögen nach und nach aufbrauchen (Verbrauchsstiftungen). Eine Kombination aus beiden Formen sind die Hybridstiftungen.
Eine Stiftung hat in der Regel eine Satzung, die unter anderem die Zwecke und die Art ihrer Verwirklichung festschreibt. Hierin kann der Stifter weitestgehend eingriffsresistent seinen langfristigen Willen zur Verwendung des Stiftungsvermögens festhalten und so auch nach seinem Ableben Wirkung entfalten.
Nach außen wird die Stiftung von einem Vorstand vertreten (der auch anders bezeichnet sein kann), es können satzungsgemäß aber auch zusätzliche Stiftungsorgane und Gremien (häufig ein Kuratorium) eingerichtet werden. Eine rechtsfähige Stiftung – in Deutschland die häufigste Rechtsform – hat anders als ein Verein keine Mitglieder und anders als eine Gesellschaft keine Gesellschafter oder Eigentümer. Sie unterliegt stattdessen der staatlichen Stiftungsaufsicht.
Der juristische Akt der Errichtung einer Stiftung wird als Stiftungsgeschäft bezeichnet. Die Hergabe von Vermögenswerten, insbesondere für gemeinnützige, mildtätige oder kirchliche Zwecke, wird als Überführung von Stiftungsvermögen in den Grundstock der Stiftung bezeichnet. Gemeinnützige rechtsfähige Stiftungen bürgerlichen Rechts werden in Deutschland vom jeweiligen Bundesland kontrolliert.